# Anett Breitenbachová
Anett Breitenbach (roz. Mészáros), (* 14. červenec 1987 Budapešť, Maďarsko) je reprezentantka Maďarska v judu.

## Sportovní kariéra
Maďarky začátkem nového tisíciletí znovu hledali cestu na tatami a tato dlouhonohá bruneta patřila k prvním osobnostem. V 16 letech poprvé startovala na mistrovství světa a 18 letech získala první velkou seniorskou medaili. V roce 2008 se bez větších problémů kvalifikovala na olympijské hry do Pekingu. Ve čtvrtfinále však podlehla obhájkyni zlaté medaile Japonce Ueno po nasazeném držení (osaekomi). V opravách se do bojů o bronzovou medaili nedostala.
V roce 2011 na podzim si při světovém poháru v Abú Dhabí natrhla přední zkřížený vaz v koleni (ACL). Kvalifikačních bodů pro olympijské hry do Londýně měla dostatek, ale několikaměsíční výpadek měl dopad jejím výkonu na olympijských hrách. V prvním zápase se proti ní postavila podsaditá Němka Thiele, které si ji po celý zápase nepustila k tělu. Zápas skončil po prodloužení bez bodu a rozhodčí poslali praporky do dalšího kola Němku.
Po olympijských hrách v Londýně si vzala sportovní pauzu. Po roce se rozhodla zkusit štěstí mezi profesionály v MMA, ale koncem roku 2014 a s blížícími se olympijskými hrami v Riu se vrátila zpátky k judu.

## Výsledky
| Olympijské hry     |     |     | —  |     |     |     | 7. |    |    |    | úč. |  |  |  |  |  |  |  |  |  |  |  |  |  |  |  |  |  |
| Mistrovství světa  |     | úč. |    | úč. |     | 3.  |    | 2. | 2. | 3. |     |  |  |  |  |  |  |  |  |  |  |  |  |  |  |  |  |  |
| Mistrovství Evropy | —   | —   | —  | 3.  | úč. | 7.  | 5. | 5. | 1. | 5. | —   |  |  |  |  |  |  |  |  |  |  |  |  |  |  |  |  |  |
| ME do 23 let       |     | —   | —  | 3.  | 2.  | úč. | 3. | —  |    |    |     |  |  |  |  |  |  |  |  |  |  |  |  |  |  |  |  |  |
| MS juniorů         | 5.  |     | 1. |     | 2.  |     |    |    |    |    |     |  |  |  |  |  |  |  |  |  |  |  |  |  |  |  |  |  |
| ME juniorů         | úč. | 2.  | 1. | —   | 1.  |     |    |    |    |    |     |  |  |  |  |  |  |  |  |  |  |  |  |  |  |  |  |  |
| ME kadetů          | 3.  | 1.  |    |     |     |     |    |    |    |    |     |  |  |  |  |  |  |  |  |  |  |  |  |  |  |  |  |  |